# Benjamin Weger
Benjamin Weger (Briga-Glis, 5 ottobre 1989) è un biatleta svizzero.

## Biografia
In Coppa del Mondo ha esordito l'8 gennaio 2009 a Oberhof (6º) e ha ottenuto il primo podio il 16 dicembre 2010 a Pokljuka (2º).
In carriera ha preso parte a tre edizioni dei Giochi olimpici invernali, Vancouver 2010 (69º nella sprint, 55º nell'individuale, 9º nella staffetta), Soči 2014 (63° nella sprint, 48° nell'individuale, 14° nella staffetta, 12° nella staffetta mista) e Pyeongchang 2018 (15º nella sprint, 6º nell'inseguimento, 6º nell'individuale, 27º nella partenza in linea, 15º nella staffetta, 13º nella staffetta mista), e a quattro dei Campionati mondiali (7º nella staffetta a Ruhpolding 2012 e a Kontiolahti 2015 i migliori piazzamenti).

## Palmarès

### Mondiali juniores
- 1 medaglia:
  - 1 argento (sprint a Canmore 2009)

### Coppa del Mondo
- Miglior piazzamento in classifica generale: 15º nel 2018
- 6 podi (5 individuali, 1 a squadre):
  - 2 secondi posti (1 individuale, 1 a squadre)
  - 4 terzi posti (individuali)